# Лук Рота
Лук Рота (лат. Allium rothii) — вид многолетних травянистых растений семейства Амариллисовые (Amaryllidaceae).

## Этимология
Вид назван в честь немецкого зоолога и путешественника Иоганна Рота (1815–1858).
Впервые вид был описан Йозефом Цуккарини в третьем томе работы «Abhandlungen der Mathematisch-Physikalischen Classe der Königlich Bayerischen Akademie der Wissenschaften».

## Описание
Луковичные растения с соцветием в виде зонтика. Цветки белые с тёмно-фиолетовыми сердцевинами.
Происходят из районов Ближнего Востока, встречается на территории Израиля, Иордании, Сирии и на Синайском полуострове в Египте.